# Шоу разведённой женщины
«Шоу разведённой женщины» — второй сольный студийный альбом российской певицы Лолиты Милявской, выпущенный 9 сентября 2003 года на лейблах Iceberg Music и JRC.

## Об альбоме
В 2002 году Лолита была приглашена для участия в российской версии мюзикла «Чикаго», что и нашло отражение в «театральной» концепции альбома. На альбоме можно встретить песни Михаила Орлова и Евгения Рыбчинского, которые работали с певицей над предыдущим лонгплеем. Также на альбом была включена кавер-версия песни «New York, New York», исполненная в дуэте с Николаем Басковым.
На две песни «Музыка тела» и «Отвали» Александром Кальварским были сняты видеоклипы.
В том же году состоялась премьера спектакля «Шоу разведённой женщины», которое было показано на сцене концертного зала «Россия» и имело грандиозный успех. Впоследствии оно было показано на телевидении, а также выпущено на DVD.
Продажи альбома превысили 300 000 копий.

## Отзывы критиков
Рецензия Елены Сыроватченко для InterMedia была негативной. Автор сразу указала на то, что если и задумалась бы о покупке альбома, то наткнувшись на имя Николая Баскова на обратной стороне не стала бы этого делать. Послушав весь альбом она пришла к выводу, что благодаря песням Михаила Орлова, Лолита, не лишённая в прошлом здорового чувства юмора, ходит по краю ямы, в которой сидит и смеётся Регина Дубовицкая со своими друзьями-юмористами. Из юмористических песен альбома она положительно отметила лишь песню «Я люблю себя», написанную Константином Меладзе для мюзикла «Золушка», а из лирических «Кажется всё» и ремейк Воскресения «Снилось мне».

## Список композиций
| №                   | Название                                        | Автор(ы)                                     | Длительность |
| ------------------- | ----------------------------------------------- | -------------------------------------------- | ------------ |
| 1.                  | «Люби меня»                                     | Константин Арсеньев, Игорь Зубков            | 3:15         |
| 2.                  | «Март и апрель»                                 | Евгений Муравьёв, Александр Цекало           | 3:03         |
| 3.                  | «Отвали»                                        | Михаил Орлов                                 | 3:37         |
| 4.                  | «Кажется всё»                                   | Сергей Харин, Олег Толстов                   | 4:03         |
| 5.                  | «Ты у меня»                                     | Михаил Орлов                                 | 3:46         |
| 6.                  | «Артист Большого театра»                        | Михаил Орлов                                 | 3:53         |
| 7.                  | «Музыка тела»                                   | Любовь Воропаева, Лора Квинт                 | 4:07         |
| 8.                  | «Харам-буру»                                    | Евгений Рыбчинский                           | 3:15         |
| 9.                  | «Снилось мне»                                   | Алексей Романов                              | 3:14         |
| 10.                 | «New York, New York» (Дуэт с Николаем Басковым) | Адольф Грин, Бетти Комден, Леонард Бернстайн | 3:41         |
| 11.                 | «Я люблю себя»                                  | Константин Меладзе                           | 3:56         |
| 12.                 | «Небо, небо, озеро»                             | Лиза Шахматова, Вадим Богатырёв              | 4:10         |
| 13.                 | «Ангел-Хранитель»                               | Ольга Куланина, Екатерина Семёнова           | 4:04         |
| 14.                 | «Любовь»                                        | Леонид Лютвинский                            | 5:04         |
| 15.                 | «Колыбельная»                                   | Михаил Орлов                                 | 3:45         |
| 16.                 | «Этот день»                                     | Ольга Клименкова, Лора Квинт                 | 3:18         |
| Общая длительность: | Общая длительность:                             | Общая длительность:                          | 60:02        |